# Знаменское сельское поселение (Кировская область)
Зна́менское се́льское поселение — муниципальное образование в составе Яранского район Кировской области России.
Административный центр — местечко Знаменка.

## История
Знаменское сельское поселение образовано 1 января 2006 года согласно Закону Кировской области от 07.12.2004 № 284-ЗО.

## Население
| 2010  | 2012  | 2013  | 2014  | 2015  | 2016  | 2017  |
| ----- | ----- | ----- | ----- | ----- | ----- | ----- |
| 1468  | ↘1443 | ↘1429 | ↘1378 | ↘1353 | ↘1349 | ↘1338 |
| 2018  | 2019  | 2020  | 2021  |       |       |       |
| ↘1280 | ↗1281 | ↘1231 | ↘1091 |       |       |       |

## Состав сельского поселения
| №  | Населённый пункт | Тип населённого пункта           | Население |
| -- | ---------------- | -------------------------------- | --------- |
| 1  | Акмазики         | деревня                          | 0         |
| 2  | Большие Шалаи    | деревня                          | 2         |
| 3  | Большие Шувары   | деревня                          | 19        |
| 4  | Вещево           | деревня                          | 73        |
| 5  | Добро-Вещево     | деревня                          | 0         |
| 6  | Знаменка         | местечко, административный центр | 1287      |
| 7  | Катанур          | деревня                          | 19        |
| 8  | Кляпино          | деревня                          | 11        |
| 9  | Малые Шалаи      | деревня                          | 1         |
| 10 | Савино           | деревня                          | 2         |
| 11 | Симаничи         | деревня                          | 26        |
| 12 | Сосновка         | деревня                          | 7         |
| 13 | Щеглы            | деревня                          | 21        |